# Chu Yo-han
Chu Yo-han (hangeul :주요한, 14 octobre 1900 - 17 novembre 1979) est un poète sud-coréen. 

## Biographie
Chu est né à Pyongyang, qui faisait encore partie de la Corée unifiée à l'époque. Il a fréquenté l'école primaire de Pyongyang, puis l'Académie Meiji au Japon. En mai 1919, il s'exile à Shanghai, où il a été journaliste pour le quotidien du gouvernement provisoire en Chine intitulé Indépendance (Dongnipsinmun). Il rencontre à cette période An Chang-ho et Lee Gwangsu. En exil à Shanghai, il entre à l'université Hujiang pour étudier la chimie. Il sort diplômé de cette université en 1925. Il fut rédacteur en chef pour la revue du cercle "Création" (Changjo), et a été l'une des figures de proue du mouvement de la nouvelle poésie en Corée. En 1979, le gouvernement sud-coréen lui a conféré le titre honorifique de la rose Sharon à titre posthume. Il a aussi composé plusieurs chansons, notamment des musiques religieuses pour les églises chrétiennes.

## Œuvre
Chu est considéré comme un poète représentatif des années 1920 et des années 1930. Son travail peut être divisé entre ses poèmes composés avant son exil à Shanghai et ceux écrit après son exil. Ses tout premiers poèmes, écrits pendant ses années au Japon, reflètent l'influence de la poésie occidentale et de la poésie japonaise moderne. L'influence du poète symboliste français Paul Fort se fait ressentir dans des poèmes telles que Feu d'artifice (Bullori) : dans un style clair, limpide, il enregistre avec sensibilité les moindres impressions qui se présentent à lui et parvient à leur prêter une immédiateté sensuelle. 
Le travail de Chu Yo-han dans son ensemble reflète un tournant progressif dans le style d'écriture en Corée. Un style d'écriture qui s'est rapproché de la poésie occidentale tout en préservant les éléments de la poésie traditionnelle coréenne. Comme Kim Eok, il est une figure majeure de la littérature coréenne, pionnier dans la volonté de préserver les éléments traditionnels de la poésie coréenne face à la modernisation de la littérature. Il énonce les raisons de cette volonté dans sa pièce critique À celui qui écrirait une chanson (Noraereul jieusillyeoneun iege), récit dans lequel il accorde la plus haute valeur à la création de la beauté et à la vitalité de la langue coréenne pour créer une toute nouvelle conception de la poésie. Après 1930, il s'est concentré sur l'écriture de sijo, une forme poétique traditionnelle coréenne.